# 24ゾイド
24ゾイド（ツーフォーゾイド）は、トミー（現タカラトミー）より発売された『ゾイド』シリーズに登場する架空の兵器。SFイラストレーターの横山宏がデザインを担当した。

## 概要
1/72スケールのキットと同じ動力ユニットを用いて1/24スケールとしたシリーズ。製品キットとしてのサイズはほとんど中・大型だが、1/24スケールの組み立て玩具であるため、設定上は小さく実際にはアタックゾイド（コマンドゾイド）と同程度のサイズ。例としてサンドスピーダとウルトラザウルスに付属するビークルが設定上、同一サイズであり、製品上、アイアンコングと同サイズのゴーレムもスケール的にはアタックゾイドのシルバーコングと同一サイズである。四肢の関節が可動する同スケールの兵士の完成品フィギュアがセットされる。
従来のキットに同梱されていた小冊子に、横山宏が製作したミノタウロスというアイアンコングを改造した1/20スケールのゾイドが掲載されたことを機に、トミーが横山宏にデザインを依頼し1987年に商品化された。デザインを担当した横山宏は、帝国側24ゾイドには映画『スター・ウォーズ』の影響があると語っている。トミーの田島豊と袖島啓はインタビューに際し、24ゾイドはアクションフィギュアが中心であるアメリカ市場向けに企画され、通常のゾイドフィギュアよりも感情移入できるよう3～4インチのフィギュアを載せられるよう開発されたと語っている。しかしながら、アメリカでは完成品玩具が主流であったことから、実際には日本のみの展開であったという。
なお、1999年にゾイドが復活した際にユージンより復刻販売された「コマンドゾイド」（アタックゾイド）には1/72のゴーレムとバトルローバーが新規に作られ収録された。
第一期シリーズ(1983～1991)においては第5回の公募コンテストにおいて対ゴーレム用の共和国24ゾイドが募集され、カニ型のデザインが選ばれたものの、商品化には至らなかった。
| 24ゾイドのラインナップ一覧 | 24ゾイドのラインナップ一覧 | 24ゾイドのラインナップ一覧 | 24ゾイドのラインナップ一覧                                              |
| 番号                       | 名称                       | 発売日                     | 備考                                                                    |
| -------------------------- | -------------------------- | -------------------------- | ----------------------------------------------------------------------- |
| E24-01                     | デスピオン                 | 1987年7月                  |                                                                         |
| E24-02                     | ロードスキッパー           | 1987年7月                  |                                                                         |
| E24-03                     | ドントレス                 | 1987年7月                  |                                                                         |
| R24-04                     | メガトプロス               | 1988年3月                  |                                                                         |
| R24-05                     | バトルローバー             | 1988年3月                  |                                                                         |
| R24-06                     | ネプチューン               | 1988年4月                  |                                                                         |
| E24-07                     | ゴーレム                   | 1988年8月                  |                                                                         |
| 24-F1                      | ショットウォーカー         | 1988年7月                  | 発売前の広告では「フィギュアプレイセット2(仮)」の呼称が用いられていた。 |
| 24-F2                      | サンドスピーダ             | 1988年7月                  | 発売前の広告では「フィギュアプレイセット1(仮)」の呼称が用いられていた。 |

## ゼブル（ZEVLE）
1992年にトミーが発売したシリーズ。ゾイドとは異なる世界設定を持ち、24ゾイドがカラーリングと名称を改めた上で復刻販売された（ただし、短命で終わっている）。24ゾイドでは1体のゾイドに付き完成品1人だった兵士フィギュアが、要組み立てで2人分付属していた。また、惑星メルダを舞台に地球から移民してきた人類「惑星メルダ警備軍」と過去にメルダを離れた機械人類「ゼーヴァ星帝国軍」が生体バトルビークル「ゼブル」を用いて争う。
パッケージアートは髙荷義之がゼーヴァΘ、ザーガム、ゴルゴラの三種類を担当した。
| ゼブルのラインナップ一覧 | ゼブルのラインナップ一覧   |
| ------------------------ | -------------------------- |
| ザーガム                 | デスピオンのリカラー       |
| ゼーヴァΘ                | ロードスキッパーのリカラー |
| ギギーマ                 | ドントレスのリカラー       |
| ゴルゴラ                 | ゴーレムのリカラー         |
| ランドギャロップ         | バトルローバーのリカラー   |
| ボライド                 | ネプチューンのリカラー     |

## パンツァーティーア
2003年にはトイズドリームプロジェクトによりネプチューン、バトルローバー、デスピオンが復刻販売され、同年よりウェーブから装甲動物戦記パンツァーティーアシリーズとして帝国側24ゾイドと同型のものが販売された。パンツァーティーアシリーズには一部改変されたパーツや、1/20スケールの兵士が新規で作られてキットに付属した。
横山宏は自著において24ゾイドという呼称が使えないためパンツァーティーアに改称した旨を語っている。パッケージイラストは『ゼブル』に使われた髙荷義之のイラストを横山宏によって調整し直したものとなる。

## 設定
24ゾイドは共和国機・帝国機で異なる設計思想が取り入れられている。帝国側の機体は白い装甲（レーダーの電波を吸収する特殊装甲）で覆われ、ステルス性を重視。デスザウラーの支援機として開発された。一方で、共和国側の機体は視界性を重視し、防弾処置を施した透明装甲を採用している。また、導入時期に共和国首都が陥落したことを受け、同国軍はデスザウラーが満足に動けない谷間や断崖を擁する中央山脈に拠点を設置。共和国24ゾイドもゲリラ戦で活躍した。24ゾイドに搭乗する兵士は特殊部隊や特殊工作用の兵装を着用・装備しており、帝国側では耐熱・防寒能力・防弾機能の高いプロテクター、さらにその下には耐Gスーツ兼用のソフトメタルグロススーツを着用している。また、ヘルメット内にはガスや放射能の有無を調べる装置である戦闘指示コンピューター分析装置および通信装置と赤外線暗視装置であるディスプレイが搭載されており、戦闘時における多数の情報を映し出す。ゼネバス帝国側の24ゾイドは、暗黒軍（ガイロス帝国）への接収後、同国軍の戦力として運用された。

## ゼネバス帝国側機体

### デスピオン
奇襲、破壊活動、情報収集、隠密行動などを任務とするサソリ型の24ゾイド。地を這うような独特のスタイルは敵に発見されにくく、避弾経始に優れる。また、8本の足により森林、湿地帯、砂漠、山岳といったどのような地形においても安定した機動性を持つ。尾の先端に装備されたビーム砲は高性能の探知装置と連動し、抜群の命中精度を誇る。防御面においても複合装甲を採用。全高の低いシルエットのため、パイロットはうつ伏せになって搭乗する。
装備
パルスビーム砲
毒針部分。
接近戦用機銃
頭部の下に装備。
電磁波発生アーム
前足の鋏。
発煙弾発射筒
コクピットハッチの左右両側に装備。
複合センサー
パルスビーム砲基部の上に装備。
フレキシブル動力パイプ
背中のパイプ。
識別灯
複合センサーの上に装備。
製作エピソード
横山宏は自著において、玩具的な都合で自身のデザインから装飾が追加された旨を語っている。なお、デスピオンに配されたスモークディスチャージャーは横山メカの意匠で、タイガー戦車に通ずるものだとしている。
バリエーション
指揮官仕様
パルスビーム砲をセンサーに、複合センサーを電磁主砲に換装した機体。色はレッドブラウンとつや消しブラック。
レーダーと通信機能を強化。電磁主砲は強力だが、連射はできない。
森林戦仕様
パルスビーム砲をバルカン砲に、複合センサーを赤外線監視装置に換装した迷彩色の機体。尾の先端には低光度TVも搭載。
夜間の戦闘を得意とする。
デスフライヤー
学年誌『小学二年生』1988年6月号に掲載。デスピオンの背部に主翼が増設されており、飛行が可能となっている。

### ロードスキッパー
ダチョウ型の高速戦闘ゾイド。機体の特徴である強靭な脚の生み出すスピードは時速220キロに達し、高速戦闘時においても正確な射撃が可能な照準性能を併せ持つ。
装備
火炎放射器
口腔内に装備。
小型ビーム砲
嘴の下に装備。
ビーム機関砲
胸に装備。
センサー
頭頂部に装備。
マルチディスプレイ
コクピットに備わる。
ショックアブソーバー
脚部に装備。
排気口
コクピット後部左右に備わるマフラー。
作中の活躍
ZAC2044年にはロバット中佐が率いるスケルトンの機体群が活躍。共和国基地に侵入し、駐機中のプテラスを破壊した。
ZAC2045年6月にはフランツ・ハルトマンの乗機が活躍。デスザウラーの腹部に格納させた機体を共和国基地で発進させた。
漫画『機獣新世紀・ZOIDS』では民間の荷車引きとして登場している。
製作エピソード
デザインを担当した横山宏は自著において、当初は動物の顔にならないようデザインしたものの、後に嘴がつくよう変更した旨を語っている。
バリエーション
高速戦仕様
頭部センサーをアンテナに換装した他、脚部軽量装甲とリアウィングが追加された機体。色はつや消し黒とオリーブドラブ。
エンジンを強化し、軽量装甲の追加で空気抵抗を軽減したことで、最高速度が上昇している。
対空仕様
機体後部に対空ビーム砲、胸部にバランサーを搭載した機体。色はダークアース、ダークイエロー、メタルブラック。
対空自走砲タイプ。重量が増加した為に機動力は低下したが、対空性能が高く買われている。
これとは別に、対空ミサイルを搭載した機体も存在する。

### ドントレス
カマキリ型24ゾイド。森林での戦闘を得意とし、優れた運動性とジャンプ力を持ち、前脚のハイパーサーベルによって敵装甲を切り裂く。機体後部にジェットエンジンを搭載しているので飛行可能。
装備
ハイパーサーベル
前足の鎌。
小型ビーム砲
ハイパーサーベル基部の上に装備。
製作エピソード
デザインを担当した横山宏は自著において、元々はパイロットのヘルメットがカマキリの頭部を構成するようデザインしたものの、フィギュアとの兼ね合いが難しかったことから搭乗方式を変更したと語っている。
バリエーション
情報部隊仕様
サンデイブラウン、ホワイト、ダークグリーンの迷彩色の機体。
頭部に赤外線カメラと通信用アンテナを、腹部背面に超高感度レーダーを追加し、小型ビーム砲を超指向性マイクガンに変更。これらを駆使して情報収集を行う。また、熱源反応を最小限にするシステムも搭載しており、隠密性が向上している。
武装強化仕様
頭部にレーダーを追加し、ハイパーサーベルをビーム砲に変更。ジェットエンジンの強化とウィング形状の変更により、飛行能力が向上している。
色はエアスペリオリティブルー、エアクラトグレー、メタルブラック。

### ゴーレム
ゼネバス帝国軍の技術将校、マイケル･ホバート少佐が開発したゴリラ型ゾイド。単身、敵地へ潜入しての情報収集・破壊工作に長ける。コックピットは分厚い装甲で守られており、内部は最新の電子機器が搭載されていてパイロットはディスプレイ画面を見て外からの情報を得る。また、機体後部にはステップを持ち、兵員を搭乗させることも可能。機動性・攻撃力を重視して開発された。
武装・装備
40mmハイパーガトリング砲
ゴーレムの肩部に装備されるが、背部や腕部に付け替えることも可能としている。
弾丸はボディに内蔵するマガジンから給弾される。
スモークディスチャーチャー
頭部左右に片側3基ずつの計6基装備する。
パワーハンド
ゴーレムの腕部。強力な握力を持ち、敵の超小型ゾイドを握り潰すことが出来る反面、卵をつまみあげる器用さも持ち合わせている。

作中の活躍
ZAC2048年8月、中央山脈の国境地帯における戦では、マイケル・ホバート少佐の搭乗機が活躍。レドラーによって前線に到着した後、撃破されたグレートサーベルから脱落したキャノン砲をウルトラザウルスに向けて発射し、36cm高速キャノン砲を破壊。その後、ウルトラザウルスの攻撃を回避しつつも電磁ロープによって飛び乗り、内部に侵入して爆薬を仕掛けることで撃破した。
学年誌ではライジャーと連携し、マッドサンダーなどが行軍する橋桁を時限爆弾で破壊する工作を行った。また、別のストーリーではレッドホーンMk-IIの内部に潜伏して共和国基地に潜入。解析のためにレッドホーンMk-IIが解体された所を飛び出し、バトルローバーなどと交戦。基地を爆破した。
他の戦いでは共和国軍の新型ゾイド（マッドサンダー）の情報を掴むため、ショットウォーカーを引き連れ進軍。森林に潜伏後、ショットウォーカーによって追い込まれたメガトプロスの前に出現しこれを撃破した。
製作エピソード
デザインを担当した横山宏は自著において、モーターボックスにパーツを取り付ける形でデザインが進められたと語っている。また、顔部のデザインはアルファロメオの楯を意識したとしている。
バリエーション
ゴーレム飛行タイプ
小学館『小学三年生』1988年9月号、および『ゾイドバトルストーリー4』に掲載。背部に四基のロケットを有するバックパックを積載しており、ロケットによって高空から降下することが可能。
なお、この機体呼称は『小学三年生』掲載時点のものとなる。
作中ではZAC2048年9月の戦いにおいて登場。デスバードの空襲の直前にチェスター教授を攫い、空爆に紛れて脱出する「チェスター教授誘拐作戦」を敢行した。輸送機体から降下後、共和国研究所に突入。メガトプロスを撃破するも、研究所そのものがチェスター教授を本丸の開発施設を隠匿するための囮であったため作戦は失敗した。ゴーレムはエンジン部をビームによって破壊された後、友軍機によって研究所もろとも空爆を受けている。
レッドゴーレム
『コマンドゾイド』において登場した赤いゴーレム。詳細はアタックゾイド#レッドゴーレムを参照。

### ショットウォーカー
クモ型の1人乗り戦闘ビークルメカ。8本の足はあらゆる地形に対応出来る。
装備
ビームガン
機体上部左側に装備。
サーチライト
頭部に装備。
後部エンジン
機体後部に装備。
作中の活躍
ゴーレムとともに共和国の新型ゾイド（マッドサンダー）情報収集のため出撃。先行して偵察を行っていたディメトロドンが共和国部隊（コマンドウルフNEW、ベアファイターNEW）に襲撃されていた場面に遭遇。地雷を埋設しシールドライガー・マークIIを撃破する。その後、メガトプロスを発見しゴーレムの潜伏する森林付近へ追い込んだ。

## ヘリック共和国側機体

### メガトプロス
ヘリック共和国軍24部隊所属のトリケラトプス型重戦闘攻撃ゾイド。視界性を重視し、防弾処置をほどこした透明装甲を採用。この装甲は非常に頑丈で銃弾をほとんどよせつけず、被弾経始に優れる。また、各種火器によって中型ゾイドに打撃を与えることも可能。後ろには後部ステップがあり、兵士一人乗ることが可能で手持ちの武器（銃など）を用いて後方警戒にあたる。代わりに戦闘ビークルのサンドスピーダーを合体させることも可能。
武装
ガトリング砲
機体頭部に装備される。毎分数千発の弾丸を発射することが可能で、給弾はコクピット後方のブロックからパイプを通して行われる。
2連速射砲
背部にある後部銃座に搭載される。対空用の火器で、機体のレーダーと連動する。
2連重機銃（ビーム砲）
コクピット上部に備える。高エネルギービームであり、威力・射程ともに同クラスでは最強の性能を誇る。

作中の活躍
ゾイドバトルストーリーではロバーツ大佐がチェスター教授救出任務のために使用した。

### バトルローバー
ヘリック共和国軍24部隊所属のオルニトレステス型24ゾイド。ネプチューンなどとともに機甲部隊を編成し、その機動力をいかして前衛、偵察や攻撃を行う。
装備
バルカン砲
頭部先端に装備。
電磁ハンド
両手。
備考
1980年代に行われた第4回ゾイドアイデアコンテスト大賞受賞作である（バリゲーターもブラックライモスもバトルローバー同様、アイデアコンテストで選ばれて商品化された）
作中の活躍
ゾイドバトルストーリーでは大統領親衛隊所属のローザ・ラウリ大尉が使用した。

### ネプチューン
ヘリック共和国軍24部隊に所属するワニ型の水陸両用ゾイド。パイロットはボンベと水中用スーツを着用する。
武装・装備
ミサイル魚雷
腹部両脇に装備。
バズーカ砲
背部コクピットの後部に装備。
センサー
頭部に装備。
ガードバンパー
脚部に装備。

### サンドスピーダ
ヘリック共和国軍24部隊に所属する戦闘ビークルメカ。メガトプロスとの合体が可能なほか、移動用ビークルとしても使用される。